# 7913 Порфенов
7913 Порфенов (7913 Parfenov) — астероїд головного поясу, відкритий 9 жовтня 1978 року.
Тіссеранів параметр щодо Юпітера — 3,287.